# Названное имя (Германия)
Названное имя, реже «обиходное имя», нем. Genanntname/Vulgoname — в германской традиции компонент личного имени, происходящий от названия дома или крестьянского двора и в обиходе играющий более важную роль, чем собственно фамилия (родовое имя) носителя. Прибавляется после фамилии по образцу «… genannt …» (такой-то, называемый …). Исторически названное имя существовало во Франции (такой-то, dit …).
Названные имена восходят ко временам, когда в германских государствах впервые появились фамилии, и традиции их употребления ещё не устоялись. Названное имя также могло возникать вследствие усыновления: в этом случае оно совпадало с фамилией усыновителя и также добавлялось после собственной фамилии.

## Современное употребление
Пример:
- Согласно Гражданскому кодексу ФРГ фамилия «von Panostein gen. Watte» должна употребляться в таком виде во всех официальных документах полностью (включая все четыре компонента).

1. В адресе письма: Frau Elisabeth von Panostein gen. Watte
2. Обращение в письме: Sehr geehrte Frau von Panostein gen. Watte
3. На визитной карточке, в списках: von Panostein gen. Watte (при алфавитном перечне — на букву «P»)

- В неофициальном обиходе обычно используются следующие формулы обращения:

1. Первая строка письма: Sehr geehrte Frau von Watte (Уважаемая госпожа фон Ватте)
2. Обращение: Frau von Watte
3. Представление другим людям при знакомстве: Frau von Watte
4. Представление себя при знакомстве: Watte
5. В списках гостей: Frau von Panostein gen. Watte

При этом следует учитывать, что носительница данного имени в повседневном обиходе (в том числе письменном) гораздо реже называет себя «von Watte», чаще — «von Panostein». Предикат «genannt» изначально означал, что носитель имени предпочитал называть себя именно так, а не по своей фамилии (родовому имени). При использовании такого рода имён нередко стоит поинтересоваться, как именно Ваш собеседник предпочитает, чтобы его называли, и следовать его рекомендации.

## Превращение названного имени в фамилию
Нередко названное имя со временем превращалось в единственную фамилию. Например, средневековый базельский книгоиздатель и магистр искусств Йоганнес Велькер (1430—1513) носил названное имя Амербах по своему месту рождения (ныне называется Аморбах). Его сын, известный деятель Просвещения Бонифациус Амербах (de:Bonifacius Amerbach, 1495—1562), и сын последнего, юрист и коллекционер искусства Базилиус Амербах, (de:Basilius Amerbach, 1533—1591), как видно, уже носили фамилию Амербах.

## Превращение основной фамилии в названное имя
Существовал также вариант, когда при усыновлении изначальная фамилия превращалась в названное имя, а фамилия усыновителя становилась основной, так что в обиходе это было уже не названное имя, а новая фамилия.
Пример: Йоганн Фридрих Хильхен (* 1708; † 1781) в 1744 г. женился на дочери Якоба Сигизмунда барона Вайц фон Эшен и 17 апреля 1768 г. был принят в Вене в дворянское сословие. Его тесть, согласно семейному договору, 18 декабря усыновил его с обязательством, чтобы он сам и его потомки носили имя «фрайхерр Вайц фон Эшен, именуемый фон Хильхен». Внуки и более дальние потомки уже не использовали добавление «именуемый фон Хильхен».

## Названное имя превращается в двойную фамилию
Позднее названные имена также превращались в двойные фамилии. Так, Вильгельм фон Эсбек в 1867 г. получил от прусского короля фамилию, в которой его собственная фамилия объединялась с родовым именем графов фон Платен: фон Эсбек названный фон Платен. В 1904 г. фамилия стала официально звучать «фон Эсбек-Платен».

## Превращение «Genannt» в «von»
При присвоении лицу дворянского звания иногда бывало так, что частица «genannt» заменялась на дворянскую частицу «von». Так, брауншвейг-люнебургский канцлер Йоганн Хельвиг Зинольт именованный Шюц в 1674 г. получил статус имперского дворянина, и получил фамилию Зинольд фон Шюц (Synold von Schüz), заррегистрированную в княжестве Ангальт-Кётлен и в Королевстве Пруссия.

## Названное имя как указание на ремесло крестьянина
В крестьянских семьях названное имя играло роль не столько фамилии, сколько указания на ремесло и даже «юридический адрес» хозяина двора.
В случае временных арендных отношений могло быть даже так, что один и тот же человек носил несколько названных имён.
- Пример:

У крестьянина Мюллера есть сын Йоганн. Крестьянин Мюллер приобрёл плавильню, в связи с чем и он, и его сын носили фамилию Шмельцер (=плавильщик). Через 12 лет он также приобрёл харчевню, при этом изменил свою фамилию Шмельцер на Барманн. Его сын женился на дочери владельца ветряной мельницы (? Windmann) и с того времени стал носить фамилию Виндманн. Таким образом, Йоганн в течение жизни носил 4 разных фамилии.
В церковных книгах или в других документах названное имя признавалось добавочным, с соответствующей отметкой, например: vulgo, modo, vel, alias, oder, gen., an, auf и т. п. (в зависимости от региона). Во многих регионах привязка фамилии к ремеслу была настолько широко распространена, что реальная фамилия крестьянина выходила из употребления и терялась, поскольку в церковных книгах и других документах её не записывали.
В Рейнланде этот обычай прекратился в 1798 г. после того, как французы, оккупировав эту область, ввели Реестр гражданского состояния. В реестр полагалось заносить лишь ту фамилию, которая была указана в церковной книге при рождении. В Пруссии аналогичное правило утвердилось с 1816 г.

## Названные имена в Вестфалии
В Вестфалии в 1822 г. названные имена регулировались согласно особому законодательству. С начала века и до 1870-х гг. в Германии проводилось упорядочивание фамилий, и как правило, в других регионах названное имя принималось за основную фамилию; в Вестфалии же прямой наследник мог использовать его как фамилию с дополнением genannt (сокращение: gt., gnt. или gen.).
- Пример: Шмоль, названный Айзенверт.